# 鞭打芦花车牛返村
|  |

鞭打芦花车牛返村，别称孝哉闵子骞鞭打芦花车牛返村，简称车牛返村，是位于安徽省萧县杜楼镇孟窑村的一个自然村，位于安徽萧县县城西南8公里处 ，是中国名称最长的村庄。

## 名称来源
此村名称源自于《二十四孝》中的“芦衣顺母”即春秋时期孔子弟子闵子骞的孝行故事，其中此村为闵子骞鞭打芦花处；清乾隆三十二年，乾隆帝下江南时，专门来到此村拜谒闵子骞，并在四贤祠挥毫题写“孝道永弘”“惠我南黎”两块圣谕碑。后人为纪念，将此村更名为鞭打芦花车牛返村，并沿用至今。2006年，“鞭打芦花车牛返”被列为安徽省省级非物质文化遗产名录。

## 村庄民俗
鞭打芦花车牛返村及临近村庄会在农历每年正月二十四日（闵子骞生日）在鞭打芦花车牛返村回车处逢会三天，办庙会请戏班演出颂扬闵子骞的孝行的《鞭打芦花》《孝子闵子骞》《闵贤颂》等戏曲节目。